# Emil Jacobsson

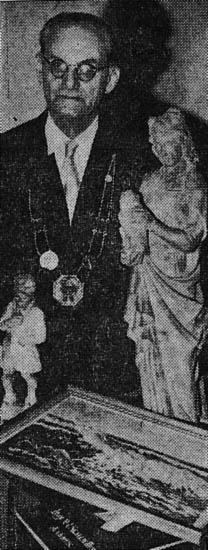
A. Emil Jacobsson som "huvudpatriark" vid Odd Fellow Orden-lägret 4 Gothias 50-årsjubileum 1961.

Axel Emil Jacobsson (ofta hänvisad till som A. Emil Jacobsson), född 1887 i Göteborg, död 1966, var en svensk redaktör och journalist.
Jacobsson studerade vid Göteborgs högskola efter sin studentexamen 1908 och arbetade sedan 1908–1917 för Tidningarnas telegrambyrå i Göteborg. År 1917 anställdes han vid Göteborgs Handels- och Sjöfartstidning och blev denna tidnings berlinkorrespondent 1920–1924. Åren 1927–1937 var han chef för förut nämnda tidnings stockholmsredaktion och blev 1940 chef för tidningens utrikesavdelning, där han använde signaturen "Jc".
Jacobsson var även engagerad i journalistorgantisationer, och fungerade som ordförande för Svenska Journalistförbundets göteborgsavdelning och mellan 1937 och 1947 i centralstyrelsen. Åren 1944–1946 var han ordförande i förbundet Kämpande demokratis riksorganisation. 
Jacobssons urklippssamling finns deponerad på Göteborgs universitetsbibliotek.